# 1205 (szám)
Az 1205 (római számmal: MCCV) az 1204 és 1206 között található természetes szám.

## A szám a matematikában
A tízes számrendszerbeli 1205-ös a kettes számrendszerben 10010110101, a nyolcas számrendszerben 2265, a tizenhatos számrendszerben 4B5 alakban írható fel.
Az 1205 páratlan szám, összetett szám, félprím. Kanonikus alakja 51 · 2411, normálalakban az 1,205 · 103 szorzattal írható fel. Négy osztója van a természetes számok halmazán, ezek növekvő sorrendben: 1, 5, 241 és 1205.
Az 1205 harmincegy szám valódiosztó-összegeként áll elő, ezek közül legkisebb a 3115.

## Csillagászat
- 1205 Ebella kisbolygó